# 圣玛丽亚-迪伊塔比拉
圣玛丽亚-迪伊塔比拉是巴西米纳斯吉拉斯州的一个市镇。总面积509.698平方公里，总人口10445人，人口密度20.5人/平方公里。